# Hoa hậu Costa Rica
Hoa hậu Costa Rica (tiếng Anh: Miss Costa Rica) là một cuộc thi sắc đẹp ở Costa Rica.

## Thông tin
Cuộc thi tìm kiếm những phụ nữ trong độ tuổi từ 18 đến 27, mỗi người đại diện cho một tỉnh cạnh tranh để đại diện cho Costa Rica tại Hoa hậu Hoàn vũ hằng năm.

## Danh sách đại diện Costa Rica

### Hoa hậu Hoàn vũ
Chú thích
- : Chiến thắng
- : Lọt vào chung kết hoặc tứ kết
- : Lọt vào bán kết

| Năm  | Tỉnh       | Đại diện                    | Thứ hạng | Giải thưởng phụ                      |
| ---- | ---------- | --------------------------- | -------- | ------------------------------------ |
| 2021 | Heredia    | Valeria Rees                | Tham dự  | Không                                |
| 2020 | San José   | Ivonne Cerdas               | Top 10   |                                      |
| 2019 | San José   | Paola Chacón                | Tham dự  | Không                                |
| 2018 | San José   | Natalia Carvajal            | Top 10   |                                      |
| 2017 | Heredia    | Elena Correa                | Tham dự  | - Top 16 Trang phục Dân tộc đẹp nhất |
| 2016 | Alajuela   | Carolina Rodríguez          | Tham dự  |                                      |
| 2015 | Limón      | Brenda Castro               | Tham dự  |                                      |
| 2014 | Heredia    | Karina Ramos                | Tham dự  |                                      |
| 2013 | Guanacaste | Fabiana Granados            | Top 16   |                                      |
| 2012 | Alajuela   | Nazareth Cascante           | Tham dự  |                                      |
| 2011 | Heredia    | Johanna Solano              | Top 10   |                                      |
| 2010 | San José   | Marva Wright                | Tham dự  |                                      |
| 2009 | San José   | Jessica Umaña               | Tham dự  |                                      |
| 2008 | Alajuela   | María Teresa Rodríguez      | Tham dự  |                                      |
| 2007 | Heredia    | Verónica González           | Tham dự  |                                      |
| 2006 | Puntarenas | Fabriella Quesada           | Tham dự  |                                      |
| 2005 | Puntarenas | Johanna Fernández           | Tham dự  |                                      |
| 2004 | Heredia    | Nancy Soto                  | Top 10   | - Top 10 Trang phục Dân tộc đẹp nhất |
| 2003 | San José   | Andrea Ovares               | Tham dự  |                                      |
| 2002 | Cartago    | Merylin Villalta            | Tham dự  |                                      |
| 2001 | Guanacaste | Paola Calderón              | Tham dự  |                                      |
| 2000 | San José   | Laura Mata                  | Tham dự  |                                      |
| 1999 | Guanacaste | Arianna Bolaños             | Tham dự  |                                      |
| 1998 | Puntarenas | Kisha Alvarado              | Tham dự  |                                      |
| 1997 | Cartago    | Gabriela Aguilar            | Tham dự  |                                      |
| 1996 | Limón      | Dafne Zeledón               | Tham dự  |                                      |
| 1995 | Alajuela   | Beatriz Alvarado            | Tham dự  |                                      |
| 1994 | Limón      | Jasmín Morales              | Tham dự  |                                      |
| 1993 | San José   | Catalina Rodríguez          | Tham dự  |                                      |
| 1992 | San José   | Jessica Manley              | Tham dự  |                                      |
| 1991 | San José   | Viviana Muñoz               | Tham dự  |                                      |
| 1990 | San José   | Julieta Posla               | Tham dự  |                                      |
| 1989 | San José   | Luana Freer                 | Tham dự  |                                      |
| 1988 | Heredia    | Erika Paoli                 | Tham dự  |                                      |
| 1987 | San José   | Ana María Bolaños           | Tham dự  |                                      |
| 1986 | Limón      | Aurora Velásquez            | Tham dự  |                                      |
| 1985 | Puntarenas | Rosibel Chacón              | Tham dự  |                                      |
| 1984 | San José   | Silvia Portilla             | Tham dự  |                                      |
| 1983 | Cartago    | Gabriela Pozuela            | Tham dự  |                                      |
| 1982 | Heredia    | Lilliana Corella            | Tham dự  |                                      |
| 1981 | San José   | Rosa Inés Solís             | Tham dự  |                                      |
| 1980 | San José   | Bárbara Bonilla             | Tham dự  |                                      |
| 1979 | Guanacaste | Carla Facio                 | Tham dự  |                                      |
| 1978 | San José   | Maribel Guardia             | Tham dự  | - Miss Photogenic                    |
| 1977 | Puntarenas | Claudia Garnier             | Tham dự  |                                      |
| 1976 | Limón      | Silvia Jiménez              | Tham dự  |                                      |
| 1975 | Alajuela   | María de los Angeles Picado | Tham dự  |                                      |
| 1974 | Limón      | Jeannette Rebeca            | Tham dự  |                                      |
| 1973 | Alajuela   | María del Rosario Mora      | Tham dự  |                                      |
| 1972 | San José   | Victoria Ross               | Tham dự  |                                      |
| 1971 | San José   | Rosa María Rivera           | Tham dự  |                                      |
| 1970 | Cartago    | Lilliam Berrocal            | Tham dự  |                                      |
| 1969 | San José   | Clara Freda                 | Tham dự  |                                      |
| 1968 | San José   | Ana María Rivera            | Tham dự  |                                      |
| 1967 | Guanacaste | Rosa María Fernández        | Tham dự  |                                      |
| 1966 | Cartago    | Virginia Oreamuno           | Tham dự  |                                      |
| 1965 | Guanacaste | Mercedes Pinagal            | Tham dự  |                                      |
| 1964 | San José   | Dora Solé                   | Tham dự  |                                      |
| 1963 | San José   | Sandra Chrysopulos          | Tham dự  |                                      |
| 1962 | Heredia    | Helvetia Albónico           | Tham dự  |                                      |
| 1960 | San José   | Leila Rodríguez             | Tham dự  |                                      |
| 1959 | Heredia    | Sonia Monturiol             | Tham dự  |                                      |
| 1958 | Guanacaste | Eugenia Valverde            | Tham dự  |                                      |
| 1957 | San José   | Sonia Cristina Icaza        | Tham dự  |                                      |
| 1956 | Heredia    | Anabella Granados           | Tham dự  | - Miss Congeniality                  |
| 1955 | San José   | Clemencia Martínez          | Tham dự  |                                      |
| 1954 | San José   | Marían Esquivel             | Top 15   |                                      |

#### Số lần chiến thắng theo tỉnh
| Tỉnh       | Số lần | Năm |
| ---------- | ------ | --- |
| San José   | 31     | 1954, 1955, 1957, 1960, 1964, 1968, 1969, 1971, 1972, 1978 1980, 1981, 1989, 1990, 1991, 1992, 1993, 1994, 1996, 1997, 1998, 2000, 2001, 2002, 2003, 2005, 2006, 2009, 2018, 2019, 2020. |
| Heredia    | 10     | 1956, 1959, 1962, 1982, 1988, 2004, 2007, 2011, 2014, 2017, 2021 |
| Alajuela   | 8      | 1973, 1975, 1987, 1995, 1999, 2008, 2012, 2016 |
| Guanacaste | 6      | 1958, 1965, 1967, 1979, 1984, 2013 |
| Cartago    | 5      | 1963, 1966, 1970, 1983, 2010 |
| Limón      | 4      | 1974, 1976, 1986, 2015 |
| Puntarenas | 2      | 1977, 1985 |